# Giuseppe Bagnera (politico)
Giuseppe Bagnera (Palermo, 10 luglio 1898 – Palermo, 12 settembre 1953) è stato un politico italiano.

## Biografia
Prese parte alla guerra 1915-18 e 1940-43 quale capitano del Genio militare.
Alle Elezioni politiche in Italia del 1948 è candidato nella lista della Democrazia Cristiana alla Camera dei deputati e viene eletto.
Fu presidente dell'Istituto case popolari di Roma nell'I.N.A.I.L.. Forse è uno dei figli, assieme ai fratelli Francesco e Domenico, dell'omonimo matematico Giuseppe Bagnera senior.